# Andrew Lloyd Webber
Ez a brit vezetéknév több tagból áll, Lloyd Webbernek kell írni, nem Webbernek.
Andrew Lloyd Webber vagy Sir Andrew Lloyd-Webber, Sydmonton bárója (London, 1948. március 22. –) a zenés színház nagy sikerű angol zeneszerzője, a Térdszalagrend lovagja.
A késő 20. század egyik legnépszerűbb színházi (musical) zeneszerzője, több sikerdarabjával, melyek egy évtizednél tovább futottak mind a Broadwayn, mind a West End-en. Pályafutása alatt 21 musicalt, több filmzenét, és egy latin nyelvű requiemet szerzett. Rengeteg díjjal tüntették ki, beleértve hét Tony-díjat, négy Grammy-díjat, egy Oscar-t, egy Primtime Emmy-díjat, hat Laurence Olivier-díjat és egy Golden Globe-díjat. Számos dala, különösen a „Hogy szeressem én, mondd” („I Don't Know How to Love Him”) a Jézus Krisztus szupersztárból (Jesus Christ Superstar), a „Ne sírj értem, Argentína” („Don't Cry for Me, Argentina”) az Evitából (Evita), az „Éjfél” („Memory”) a Macskákból (Cats), és „Az éj zenéje” („The Music of the Night”) Az Operaház Fantomjából (The Phantom of the Opera) széles körben ismertté és slágerekké váltak. Vállalata, a Really Useful Group London egyik legnagyobb színházi szervezete.

## Életpálya
Andrew Lloyd Webber 1948. március 22-én Londonban, Dél-Kensingtonban született. Apja, William Lloyd Webber zeneiskolai igazgató, egyházi zeneszerző és templomi orgonista, anyja, Jean Johnstone Lloyd Webber zongoratanárnő és öccse, Julian Lloyd Webber csellista. Hároméves korától tanult hegedülni, két év múlva már zongorázott is, és később a trombitálás tudományát is elsajátította.
Első szerzeményét 9 éves korában írta. Három évvel később szüleitől kapott egy bábszínházat, melynek bábuival zenés darabokat játszott el és ezekhez a muzsikát maga komponálta.
A Westminster Schoolban és az oxfordi Magdalen College-ban (az utóbbit nem fejezte be), majd a Royal College of Music-on tanult.
1992-ben Knight Bachelor lovaggá ütötték, 1997-ben pedig megkapta a nem örökölhető főnemesi rangot, mint Sydmonton Lloyd-Webber bárója, Hampshire megyében. (Főnemesi címe kötőjeles, de családneve nem.) 87. személynek sorolták be A leggazdagabb britek listája a Sunday Times szerint 2006-ban névsorában 700 millió fontos (kb. 265,8 milliárd forintos) becsült vagyonnal szerepel.
Politikailag a Konzervatív Párt támogatója, annyira, hogy külön zenét írt a párt kampányához. Az elmúlt években azonban eltávolodott a konzervatívoktól.
Lord Lloyd Webber a viktoriánus művészet szenvedélyes műgyűjtője. Gyűjteményének darabjait egy kiállítás keretében bemutatta a Királyi Művészeti Akadémián 2003-ban Pre-Raphaelite and Other Masters – The Andrew Lloyd Webber Collection címmel.

## Szakmai pályafutás

### A kezdetek
Andrew Lloyd Webber első musicalje Tim Rice szövegíróval a The Likes of Us volt, mely Thomas John Barnardo igaz történetét dolgozta fel. Ezt a musicalt nem adták elő egészen 2005-ig, amikor színpadra állították Andrew Lloyd Webber Sydmonton Festiváján. Lloyd Webber és Rice sok popdalt írtak. Wes Sands, Ross Hannaman, Paul Raven és Gary Bond közte vannak annak a sok előadónak, akikkel a korai Lloyd Webber/Rice műveket felvették. Az első felvételek válogatását újra kiadták egy ötlemezes gyűjteményben, Andrew Lloyd Webber: Now And Forever (2003) címmel.
A zenének és a szövegnek van egy könnyed és élénk varázsa, ami jellemzi a következő musicaljüket, a József és a színes, szélesvásznú álomkabátot (Joseph and the Amazing Technicolor Dreamcoat), a darabot, amellyel a Colet Curt előkészítő iskola bízta meg őket 1968-ban. A József elnyert néhány elismerést a második színrevitelekor. Későbbi előadásain az eredetileg csak 15 perces musical Lloyd Webber és Rice számos átdolgozásán ment keresztül, beleértve további dalok írását, amik kibővítik a musicalt egy tekintélyesebb időtartamra. Ez egy kétórás produkcióban tetőzött, amit a West End-en harmadik közös musicaljük, a  Jézus Krisztus szupersztár (Jesus Christ Superstar) sikere után mutattak be.
A Jézus Krisztus szupersztár Ian Gillannal készült lemez volt, melyet színpadra alkalmaztak 1971 októberében, a West End-en, a Lyceum Theatreben. Ez egy olyan rockopera, ami Jézus utolsó napjait mutatja be. Hangszíne keményebb, mint a Józsefé, habár nyújt néhány tréfás könnyítést a hallgatóságnak a „Heródes király dalában" („King Herod's Song”), Heródes könnyed számában, amely megtöri a darab előzményeinek feszültségét.
Lloyd Webber következő projektje Timothy Rice-szal egy musical-komédia P. G. Wodehouse Jeeves and Wooster c. regénye alapján készült. Rice bizonytalan volt ezzel a vállalkozással kapcsolatban, és miután elkészült néhány kezdeti munkálattal a szövegen, abbahagyta az írását. Lloyd Webber a későbbiekben megírta a musicalt Alan Ayckbournnal. A Jeeves megbukott, háromheti játék után levették a repertoárról. Lloyd Webber és Ayckbourn újra elővette évekkel később, ekkor egy teljesen átdolgozott és sikeres verzióját mutatták be a By Jeevesre (1996) átkeresztelt darabnak. Csak két dalt hagytak meg az eredeti produkcióból („Half a Moment” és „Banjo Boy”). A filmváltozata Magyarországon Két lökött inas címmel jelent meg.
Andrew Lloyd Webber megírta az It's Easy For You című dalt, melyet Elvis Presleyvel vettek fel az utolsó időszaka alatt, 1976. október 29-én és a Moody Blue című album utolsó számaként jelent meg.

### Az 1970-es évek közepétől
A következő zenei együttműködés Lloyd Webber és Rice között az Evita (1976) volt, egy darab Evita Perón élete alapján. Mint a Jézus Krisztus szupersztár, ez a musical is lemezen jelent meg először, melyben Julie Covington énekelte Eva Perónt. A „Miért kell, hogy sírj, Argentína” („Don't Cry for Me, Argentina”) önálló slágerré vált, a musicalt pedig hamarosan színpadra állították a Prince Edward Theatre-ben Harold Prince rendezésében Elaine Paige-dzsel a címszerepben. Rendkívüli sikerrel futott tíz évig a West End-en és 1979-ben a Broadwayn is bemutatták. Rice és Lloyd Webber útjai az Evita után hamarosan különváltak. Ennek oka sosem került nyilvánosságra.
Lloyd Webber akkor egy magán projektbe, a "Variationsba" kezdett csellista öccsével, Julian Lloyd Webberrel, mely Niccolò Paganini 24. capriccioján alapult. Masszív sláger volt, mely az Egyesült Királyságban elérte a pop albumok slágerlistájának második helyét (1978). Főtémáját még mindig használják a London Weekend Television hosszú ideje futó South Bank Showjának dallamaként.

### Az 1980-as évek
A zeneszerző következő musicalje a Macskák (Cats) (1981) volt, T. S. Eliot Old Possum's Book of Practical Cats-je (1939) alapján, mely Lloyd Webber gyermekkori kedvence volt. A musical dalai Eliot verseiből és a zeneszerző zenéjéből állnak, ez alól kivételt képez a musical leghíresebb dala, az „Éjfél” („Memory”), melynek szövege a rendező, Trevor Nunn feldolgozása egy nem hozzá kapcsolódó, nem Possum Eliot költeményből, az átnevezett „Rhapsody on a Windy Night”-ból. A Macskák volt a Broadwayn a leghosszabb ideig futó musical, egészen 2006 januárjáig, amikor a Fantom megelőzte, több mint húsz évig tartották repertoáron.
A Macskákat követően írta Lloyd Webber a Csillag-Expresszt (Starlight Express), egy musicalt, melyet szintén Trevor Nunn rendezett, mely nagy pénzügyi siker volt, de a kritikusoknak nem tetszett. Rekord ideig futott a West Enden, a Broadwayn kevesebb mint három évig adták.

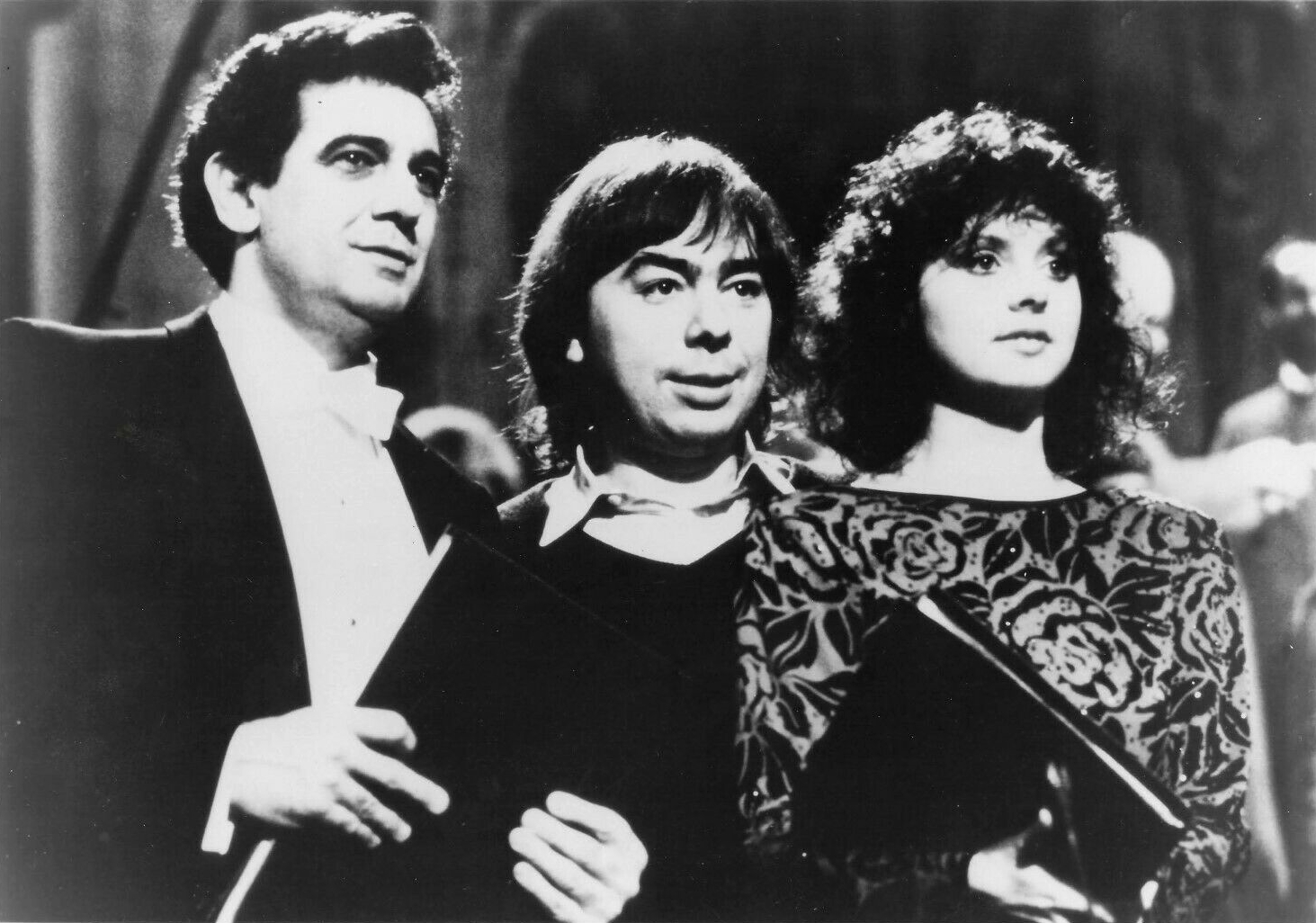
Plácido Domingo tenor, Andrew Lloyd Webber és Sarah Brightman szoprán Lloyd Webber Requiemjének ősbemutatóján (New York, 1985. február 24.).

Lloyd Webber ezután írt egy requiemet, amit 1985. február 25-én mutattak be a New York-i Szent Tamás-templomban, a karmester Lorin Maazel, a három szólista pedig Plácido Domingo, Sarah Brightman (Lloyd akkori felesége) és Paul Miles-Kingston volt. Ezt a művet egy újságcikk ihlette, amit a kambodzsai árvák helyzetéről olvasott. Édesapja, William Lloyd Webber emlékének szentelte, aki 1982-ben elhunyt. Habár egy gyászmise meglepő irányváltoztatásnak tűnhet a színpadi musicalekhez képest, de John Snelson rámutat Lloyd Webber életrajzában, hogy a templomi zenének nagy szerepe volt a zeneszerző nevelkedésében, és hogy Lloyd Webber számos alkalommal írt egyházi zenét az évenként megrendezett Sydmonton Festivalra (Snelson, 2004). 1986-ban Grammy-díjat kapott a Requiemért a legjobb klasszikus zenemű kategóriában. Érdekesség, hogy bár a klasszikus besorolást adták neki, a Pie Jesu a Requiemből a pop slágerlista élére került Nagy-Britanniában.
1986-ban Lloyd Webber bemutatta a következő musicaljét Az Operaház Fantomja (The Phantom of the Opera) címmel, melyet az 1911-es Gaston Leroux-regény inspirált. Christine szerepét is Sarah Brightmannek írta, aki el is játszotta az eredeti londoni és broadwayi előadásokban Michael Crawford oldalán. Harold Prince rendezte a darabot, aki az Evitát is színre vitte. Charles Hart írta a musical dalszövegeit néhány Richard Stilgoe anyagot felhasználva. Habár a musical vegyes visszajelzéseket kapott a kritikusoktól, hatalmas sláger lett és a mai napig megy mind a West Enden, mind a Broadwayn, ahol 2006 januárjában megelőzte a Macskákat, mint a leghosszabb ideje futó musical.

### Az 1990-es évek
Ezt A szerelem arcai (Aspects of Love) követte 1990-ben, mely David Garnett történetét feldolgozó musical. A dalszöveget Don Black és Charles Hart írták, az eredeti előadást Trevor Nunn rendezte. Míg a Fantomot bonyolult volt színpadra állítani, és alapos kidolgozottságot igényelt, A szerelem arcai egyszerűbb, a hangsúly a színházi élmény meghittségen van. Lloyd Webber úgy határozott, kisebb zenekari árkot használ, ami némileg hasonlóbbá teszi a zenét a kamara munkához. A musical sikeresen ment Londonban négy évig, de nem volt ilyen sikere a Broadwayn, ahol kevesebb, mint egy évvel az indulás után befejezték az előadásokat.
Lloyd Webbert megkérték, hogy írjon egy dalt az 1992-es barcelonai olimpiára. Ekkor megkomponálta az „Amigos Para Siempre”-t („Friends For Life”, „Barátok mindörökké”; magyar cím: „Már soha egymás nélkül”) Don Black-kel, aki a szöveget írta hozzá. Ezt Sarah Brightman és José Carreras adta elő a megnyitóünnepségen.
Lloyd Webbernek az alább részletesen felsoroltak szerint sok további musical darabja van, mint például az Alkony sugárút (Sunset Boulevard), a Fütyüld a szélben! (Whistle Down the Wind), a Song and Dance, a Volt egyszer egy csapat (The Beautiful Game) és A fehérruhás nő (The Woman in White).
Amíg néhány munkája szédületes pénzügyi siker volt, az ő pályafutása se volt mentes kudarcoktól, különösen az Egyesült Államokban. A Song and Dance, a Starlight Express és az A szerelem arcai: mind sikeresek voltak Londonban, de nem találtak hasonló fogadtatásra New Yorkban és mind rövid ideig, pénzveszteséggel és negatív kritikákkal futottak. 1995-ben az Alkony sugárút nagyon sikeres, talán a Broadway történetében legnagyobb várakozással bemutatott, abban az évben hét Tony-díjat elnyert darabbá vált. Azonban a magas heti költségével a történelem legnagyobb gazdasági musical bukása lett, 25 millió dollár (4,8 milliárd forint) veszteséggel. A későbbi darabjait (Fütyüld a szélben! és Volt egyszer egy csapat) be se mutatták a Broadwayn. A legutóbbi musicalje, A fehérruhás nő nagyon rövid ideig ment New Yorkban. Az, hogy levették a műsorról, talán annak tudható be, hogy sok előadás alkalmával hiányoztak a színészek; 108-ból csak 39-szer volt teljes a szereplőgárda. Maria Friedman és Michael Ball gyakran hagytak ki előadásokat; előbbi mellrákkal küzdött, utóbbi torokgyulladásban szenvedett.
Lloyd Webber számos musicaljének elkészítették a filmadaptációját: 1973-ban a Jézus Krisztus szupersztárt Norman Jewison, 1996-ban az Evitát Alan Parker, 2004-ben pedig Az operaház fantomját Joel Schumacher rendezte meg, az utóbbinak Lloyd Webber volt társproducere.

### A 2000-es évek
A zenés színházban nagy népszerűségnek örvendő Lloyd Webbert a The New York Times 2001-ben "a történelem kereskedelmileg legsikeresebb zeneszerzőjeként" aposztrofálta.
Lloyd Webber 2002-ben mutatta be a Bombayi álmokat (Bombay Dreams) melyet a híres indiai zeneszerzővel, A. R. Rahmannal komponált.
2004. szeptember 16-án a londoni Palace Színházban A fehér ruhás nő című produkcióját mutatták be. A darab 19 hónapig volt repertoáron és 500 előadást élt meg. Átdolgozott formában 2005. november 17-én mutatták be a Broadwayn a Marquis Theatre-ben. Vegyes kritikákat kapott a kritikusoktól, részben az előadás főszereplőjének, Maria Friedmannak a mellrák kezelése miatti gyakori távolléte miatt.
2006 augusztus 25-én jelent meg hivatalos oldalán, hogy a következő munkája talán Bulgakov A Mester és Margarita című regényének feldolgozása lesz, azonban ezt a tervet végül 2007-ben elvetette.
2006 szeptemberében Lloyd Webber Zubin Mehtával, Dolly Partonnal, Steven Spielberggel és William „Smokey” Robinsonnal együtt a tekintélyes Kennedy Center Honors díjazottja lett, elismerésül a kiemelkedő hozzájárulásáért az amerikai művészethez.
Lloyd Webber rendezte A muzsika hangja című musicalt, amelyet 2006 novemberében mutattak be. A színre állítás előtt azt az ellentmondásos döntést hozta, hogy a női főszereplő, Mária szerepét arra az ismeretlenre hölgyre fogja osztani, aki megnyeri majd a BBC How Do You Solve a Problem Like Maria? című valóságshowját, melynek zsűrijében ő maga is helyet foglalt. A győztes Connie Fisher lett.
2007 áprilisa és júniusa között szerepelt a BBC One műsorában, az Any Dream Will Do! című műsorban, amely ugyanazon az ötleten alapult, mint a How Do You Solve a Problem Like Maria?. Lloyd Webber célja az volt, hogy találjon egy új férfi főszereplőt a József és a színes, szélesvásznú álomkabát művének felújításához, végül Lee Mead nyerte a versenyt.

2008 áprilisában Lloyd Webber újra zsűritagként lépett fel, ezúttal a BBC I'd Do Anything című zenei tehetségkutató műsorában.  A műsor hasonló utat követett, mint a Máriát és Józsefet megtaláló elődjei, ezúttal egy színésznőt kerestek Nancy szerepére Lionel Bart Oliver! című, Charles Dickens Twist Olivér című regényén alapuló musicaljének West End-produkciójához. A műsorban további három fiatal színészt is kerestek a darabhoz, de a középpontban Nancy megtalálása állt.  A szerepet végül Jodie Prenger nyerte el, annak ellenére, hogy Lloyd Webber kijelentette, hogy inkább valamelyik másik versenyzőt részesítené előnyben; az Oliver! további három keresett szerepét Harry Stott, Gwion Wyn-Jones és Laurence Jeffcoate nyerte el. Szintén 2008 áprilisában Lloyd Webber szerepelt az American Idol című amerikai tehetségkutató műsorban, ahol mentorként működött közre, amikor a 6 döntősnek az ő egyik dalát kellett kiválasztania, hogy az adott héten előadják a zsűrinek. 

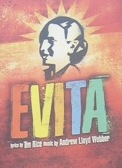
Az Evita a West End Adelphi Színházában. Lloyd Webber 1993-ban vásárolta meg a színházat.

2008 szeptemberében a brit közszolgálati műsorszolgáltató, a BBC felkérte őt, hogy írja meg a 2009-es Eurovíziós Dalversenyre az Egyesült Királyságot képviselő dalt. Az énekest a Your Country Needs You (Az országodnak szüksége van rád) elnevezésű tehetségkutató verseny keretében választották ki. Lloyd Webber maga is részt vett a műsorban, minden héten ő választotta ki a továbbjutót a közönségtől legkevesebb szavazatot kapott két énekes közül. Az záróműsorban mutatták be először az It’s My Time (Itt az én időm) című versenydalt, melyet mindhárom döntős előadott. A győztes Jade Ewen volt. Webber később úgy döntött, hogy maga is fellép a moszkvai nemzetközi döntőn, és zongorán kísérte az énekesnőt. Végül 173 ponttal az ötödik helyen végeztek az Egyesült Királyság második legjobb eredményével a 2002-es Európai Dalfesztiválon elért harmadik helyezést követően.
2009. október 8-án Lloyd Webber bemutatta a Love Never Dies című musicaljét egy sajtótájékoztatón, amelyet a Her Majesty's Theatre-ben tartottak, ahol az eredeti Fantom már 1986 óta műsoron volt. Jelen volt még Sierra Boggess, aki Christine Daaé szerepét kapta, és Ramin Karimloo, aki a Fantomot alakította, azt a szerepet, amelyet nemrég játszott a West Enden.

### A 2010-es évek
A Love Never Dies bemutatóját követően Lloyd Webber ismét új zenés színházi előadót keresett a BBC One Over the Rainbow című sorozatában. A győztes Danielle Hope-ot választotta Dorothy Gale szerepére az Oz, a nagy varázsló készülő színpadi produkciójában. Újra régi szerzőtársával, a szövegíró és zeneszerző Tim Rice-szal együtt számos írt új dalokat a produkcióhoz, hogy kiegészítsék a filmben szereplő zeneszámokat. 2011. március 1-jén mutatták be a musicalt a The Palladium Theatre-ben, amelyben Hope alakította Dorothy Gale-t és Michael Crawford Ozt, a nagy varázslót.
2012-ben Lloyd Webber volt az ITV új, főműsoridős Superstar című műsorának frontembere, amelyben az Egyesült Királyság közönsége dönthetett arról, hogy ki játssza Jézus főszerepét a Jézus Krisztus Szupersztár induló turnéján. A turné 2012 szeptemberében indult, a főszerepben Tim Minchin komikus is szerepelt, mint Iskarióti Júdás, az egykori Spice Girl Melanie C, mint Mária Magdolna és a BBC Radio 1 lemezlovasa Chris Moyles, mint Heródes Antipas lépet fel.
2013-ban Lloyd Webber újra összeállt Christopher Hamptonnal és Don Blackkel a Stephen Ward the Musicalben. Következő projektjéhez, a School of Rock című 2003-as film 2015-ös musicaladaptációjához meghallgatásokat tartottak kilenc és tizenöt év közötti gyerekeknek a School of Rock zeneoktatási programmal együttműködve, amely több évvel megelőzte a filmet.
2016 áprilisában az English National Opera (ENO) a Sunset Boulevard felújítását állította színpadra a Londoni Coliseum szinházban. A Lonny Price által rendezett, korlátozott előadásszámú produkcióban Glenn Close újra előadta a "Norma Desmond" sztárszerepét. Ez volt az első alkalom, hogy Londonban játszotta el a szerepet; 1993 decemberében Los Angelesben, majd 1994 novemberében a Broadwayn is ő alakította azt, amiért 1995-ben elnyerte a legjobb musicalszínésznőnek járó Tony-díjat. A 2016-os londoni felújítás olyan kedvező fogadtatásra talált, hogy a produkció 2017 februárjában átkerült a Broadway Palace Theatre-be, így Lloyd Webber lett 1953 óta az első zenés színházi zeneszerző, akinek négy musicalje futott egyszerre a Broadwayn – ez a bravúr korábban csak Rodgersnek és Hammersteinnek sikerült.
Lloyd Webber emlékirata, a Leleplezetlenül 2018-ban jelent meg. 2018. szeptember 9-én Lloyd Webber Tim Rice-szal és John Legenddel együtt egy-egy Emmy-díjat nyert a  Jesus Christ Superstar Live in Concert előadásért. Ezzel a győzelemmel Lloyd Webber, Rice és Legend csatlakozott azok listájához, akik Oscar-, Emmy-, Grammy- és Tony-díjat egyaránt nyertek. Lloyd Webber Taylor Swifttel közösen írta a Beautiful Ghosts című dalt szövegét a Macskák filmadaptációjához, amelynek Greg Wells volt a producere, Tom Hooper rendezte és 2019 decemberében mutattak be. Egy 2020 augusztusában adott interjúban Lloyd Webber "nevetségesnek" nevezte a filmet, amiért megváltoztatta a musicalt, állította, hogy a filmmel az volt a probléma, hogy Tom Hooper úgy döntött, hogy nem akar senkit sem szerepeltetni a filmben, aki részt vett az eredeti előadásban. Azt mondta, hogy a filmet látva kutyát szerzett magának.

### A 2020-as évek
Lloyd Webber Hamupipőke meséjén alapuló új Cinderella-változata 2021-ben mutatkozott be a West End Gillian Lynne Színházában. Az eredetileg 2020 augusztusára tervezett bemutatót a Covid19-pandémia miatt elhalasztották. Lloyd Webber Emerald Fennell szövegkönyvéről azt írta, hogy új szerzőtársa igazán izgalmasat és eredetit alkotott, és abban a pillanatban, amikor elolvasta a mű vázlatát, tudta, hogy megtalálta legújabb alkotótársát. " 2021 júliusában hangos sajtóvisszhangot váltott ki kijelentése, hogy kész lenne akár börtönbe is menni azért, hogy a Cinderellát férőhelykorlátozás nélkül, telt ház előtt mutathassák be az emelkedő Covid-esetek ellenére, a kormány rendelkezéseivel dacolva. Ugyanekkor egy a Varietyben megjelent cikk azt prognosztizálta, hogy a Cinderellának telt házas bemutatója lesz:

"A 73 éves Lloyd Webber kreativitása úgy tűnik, hogy az elmúlt években újjáéledt. Mind a School of Rock, mind a Cinderella pályafutása legfényesebb kritikáit eredményezték, a méltatások szerint olyan könnyedséggel és humorral teli szellemiséggel ruházta fel legutóbbi alkotásait, amelyek alig jelentek meg korábbi munkáiban. Ezek a művek sivár, kudarcokkal, csalódásokkal és félresiklásokkal teli, bizonytalanságban töltött időszakát követően születtek. Jó ideje már úgy tűnt, hogy a Lloyd Webber-varázslat, amelyet az ámulatba ejtő, elragadó dallamok és a csillogás jellemzett, megkopott."

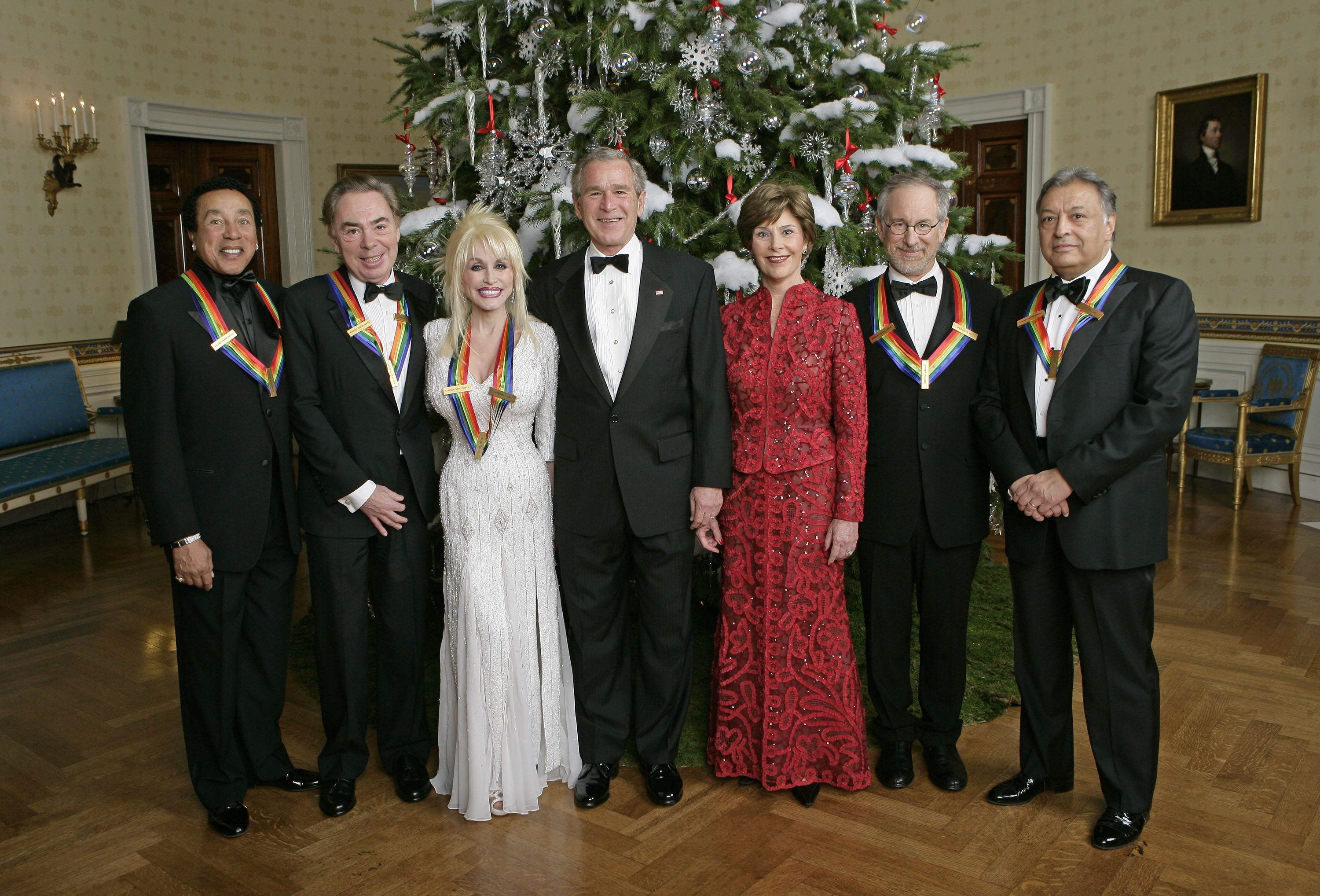
George W. Bush, az Egyesült Államok elnöke és Laura Bush Andrew Lloyd Webberrel és a Kennedy Center több más kitüntetettjeivel a Fehér Ház Kék Szobájában 2006. december 3-án.

2023-ban Lloyd Webber egyike volt annak a tizenkét zeneszerzőnek, akit felkértek, hogy komponáljon egy új zeneszámot III. Károly király és Camilla királynő koronázására. Make A Joyful Noise című himnuszát a királyi pár trónra lépésekor adták elő.

## Család
Lloyd Webber háromszor volt házas. Először 1971. július 24-én vette feleségül Sarah Hugillt, akitől 1983. november 14-én vált el.
Két gyermekük született, egy lány és egy fiú:
- Imogen Lloyd Webber (1977. március 31. –)
- Nicholas Lloyd Webber (1979. július 2. – 2023. március 25.)

Ezt követően 1984. március 22-én Hampshire-ben feleségül vette Sarah Brightman angol szoprán énekesnőt. Brightmanra osztotta Az operaház fantomja című musicalje főszerepét, majd még számos fontos szerepet. 1990. január 3-án elváltak, de közeli barátok maradtak, és továbbra is együtt dolgoztak.
Harmadikként 1991. február 9-én a Westminsterben vette feleségül Madeleine Gurdont.
Három gyermekük van, két fiú és egy lány, mindannyian Londonban születtek:
- Alastair Adam Lloyd Webber (1992. május 3. –)
- William Richard Lloyd Webber (1993. augusztus 24. –)
- Isabella Aurora Lloyd Webber (1996. április 30. –)

## Lloyd Webber és Magyarország
Bizony, Budapest volt az első kelet-európai főváros, ahol engedélyeztem a darabjaimat a hidegháborús időkben.

Bármerre is járok, mindenütt azt hallom, hogy Budapest egyre inkább a zenei színjátszás fővárosává válik.

Lloyd Webber 2005-ben megkapta a Magyar Köztársasági Érdemrend középkeresztjét a magyar kultúra támogatásáért, nemzetközi hírnevének öregbítéséért és műveinek magyar feldolgozására biztosított egyedi lehetőségekért.

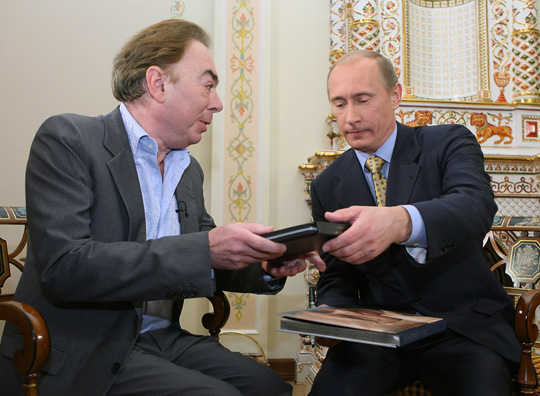
Vlagyimir Putyin és Andrew Lloyd Webber a 2009-es moszkvai Európai Dalfesztivál előtt

## Fontosabb díjak, elismerések
- American Society of Composers, Authors' and Publishers' Triple Play-kitüntetés
- Felvételt nyert a American Songwriters' Hall of Fame tagjai közé (1995)
- Brit Award for Outstanding Contribution to Music (2008)
- Drama Desk-díj (1972,[54] 1980,[55] 1983,[56] 1988 - 2-szer[57])
- Golden Globe-díj – legjobb eredeti dal (1996)[58]
- Golden Plate Award of the American Academy of Achievement (2019)
- Golden Satellite Award (1996)
- Grammy-díj (1981, 1984, 1986)[59]
- Grammy Legend Award (1990)
- Laurence Olivier-díj (1978,[60] 1981,[61] 1986,[62] 2002[63])
- Laurence Olivier Award for Society of London Theatre Special Award (2008)[64]
- Lifetime Achievement Tony Award (2018)
- A Magyar Köztársasági Érdemrend középkeresztje (2005)
- A Művészet Lovagjává ütötték (1992)
- Primetime Emmy Awards (2018)[65]
- Ivor Novello-díj (14-szer)
- Online Film & Television Association Awards (1996 - 3 db)[66]
- Oscar-díj – legjobb eredeti dal (1996)[67]
- Praemium Imperiale Award for Music (1995)
- Richard Rogers Award for Excellence in Musical Theatre
- Tony-díj (1980,[68] 1983 - 2 db;[69] 1988,[70] 1995 - 2 db[71])
- Variety Club of Great Britain Awards Outstanding Contribution to Showbusiness (1997)
- Variety Club of Great Britain Awards Special Award (1984)
- Woodrow Wilson Award for Public Service (2008)
- II. Erzsébet brit királynő Knight Bachelor lovaggá ütötte (1992)
- II. Erzsébet brit királynő a „Baron Lloyd-Webber of Sydmonton” (magyarul: Sydmonton bárója) címet adományozta Lloyd Webbernek (1997)

## Művei

### Musicalek
- The Likes of Us (1965)

- Szövegíró: Tim Rice, Leslie Thomas
- Először 2005-ben mutatták be
- József és a színes, szélesvásznú álomkabát / Joseph and the Amazing Technicolor Dreamcoat (1968)

- Szövegíró: Tim Rice
- Jézus Krisztus szupersztár / Jesus Christ Superstar (1970)

- Szövegíró: Tim Rice
- Két lökött inas / Jeeves (1975)

- Szövegíró: Alan Ayckbourn – P. G. Wodehouse Jeeves and Wooster című regénye alapján
- 1996-ban By Jeeves címen Alan Ayckbourn átdolgozta saját szövegkönyvét
- Evita / Evita (1976)

- Szövegíró: Tim Rice
- Evita Perón, az argentin diktátor Juan Domingo Perón felesége életének képzelt eseményei alapján szabadon
- Tell Me on a Sunday (1979)

- Szövegíró: Don Black
- Lloyd Webber később ötvözte ezt a musicaljét a "Variations" klasszikus–rock fúziós albuma anyagával, így jött létre 1982-ben a Song and Dance című műve.
- Macskák / Cats (1981)

- A dalszövegeket T. S. Eliot Old Possum's Book of Practical Cats című, 1939-ben született műve alapján Richard Stilgoe és Trevor Nunn írta.
- Song and Dance (1982)

- Szövegíró: Don Black, a Broadway előadásra Richard Maltby Jr. dolgozta át
- Keletkezése: Lloyd Webber "Variations" klasszikus–rock fúziós albuma anyagát ötvözte az 1979-ben írt Tell Me on a Sunday musicalje zenéjével.
- Csillag-Expressz / Starlight Express (1984)

- A The Rev. W. Awdry The Railway sorozata könyvei ihlették.
- Szövegíró: Richard Stilgoe

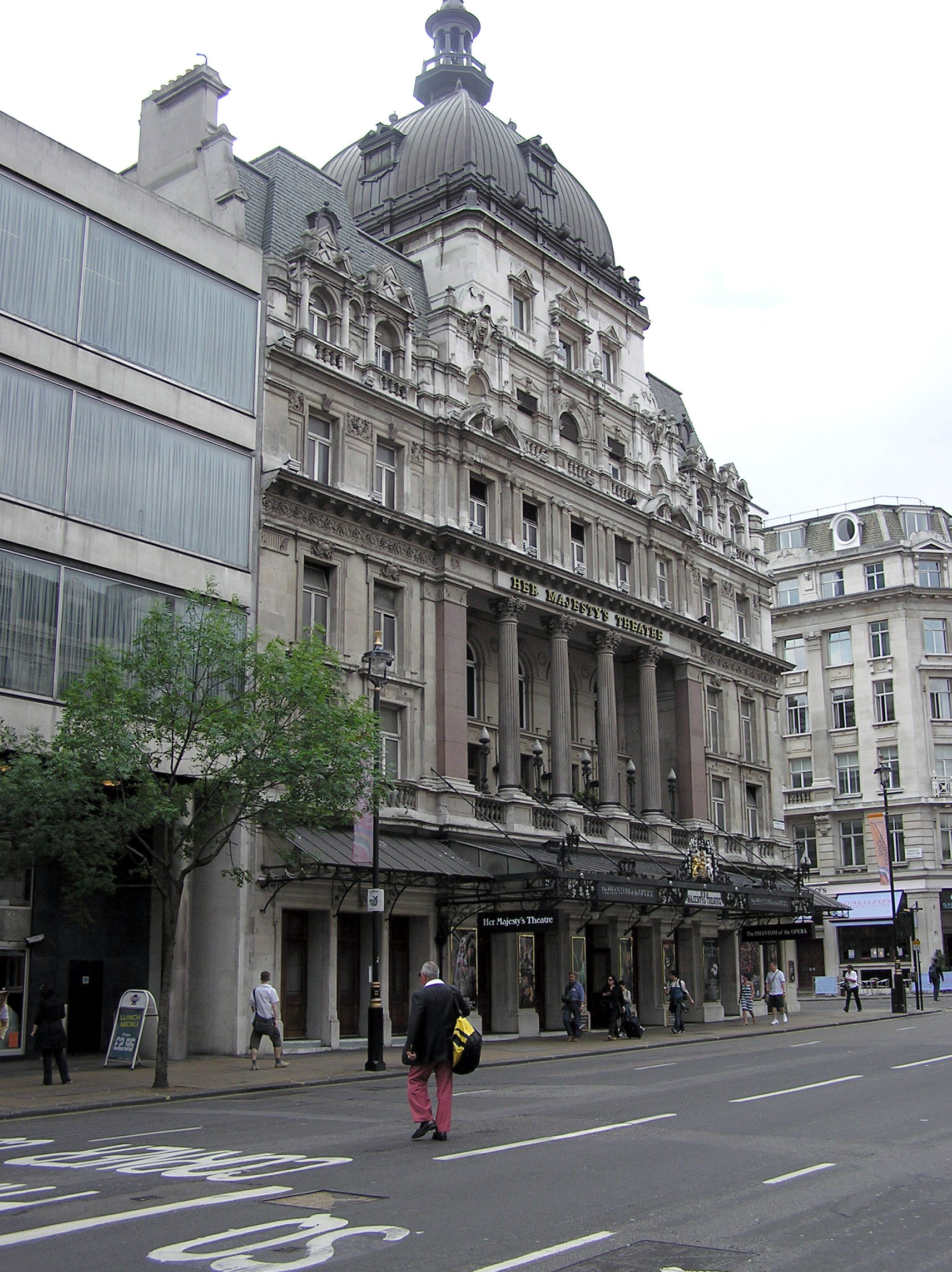
Her Majesty's Theatre, London, Az operaház fantomja ősbemutatójának helyszíne

- A későbbi átdolgozások Don Black és David Yazbek művei.
- Cricket (1986)

- Szövegíró: Tim Rice
- Lloyd Webber II. Erzsébet királynő 60. születésnapjára készítette.
- Az operaház fantomja / The Phantom of the Opera (1986)

- Gaston Leroux Le Fantôme de l'Opéra című regénye alapján készült
- Szövegíró: Charles Hart, Andrew Lloyd Webber és Richard Stilgoe
- A szerelem arcai / Aspects of Love (1989)

- David Garnett regénye alapján
- Szövegíró: Andrew Lloyd Webber, Don Black és Charles Hart
- Alkony sugárút / Sunset Boulevard) (1993)

- Billy Wilder filmje alapján készült
- Szövegíró: Don Black és Christopher Hampton
- Fütyüld a szélben! / Whistle Down the Wind (1996)

- Mary Hayley Bell regénye alapján
- Szövegíró: Jim Steinman
- Szövegkönyv: Patricia Knop, Andrew Lloyd Webber és Gale Edwards
- Volt egyszer egy csapat / The Beautiful Game (2000)

- Szövegíró: Ben Elton
- Felújítása "The Boys in the Photograph" címen történt 2009-ben
- A fehérruhás nő / The Woman in White (2004)

- Charles Dickens "The Signal-Man" című novellájának részletei nyomán
- Wilkie Collins regénye alapján
- Szövegíró: David Zippel és Charlotte Jones
- Az operaház fantomja 2 / Love Never Dies (2010)

- Szövegíró: Glenn Slater, Ben Elton, Charles Hart és Frederick Forsyth
- The Wizard of Oz (2011)

- Az L. Frank Baum Oz, a nagy varázsló című, 1900-ban megjelent regénye nyomán készült Óz, a csodák csodája című 1939-es mozifilm alapján
- Szöveg: Andrew Lloyd Webber, E.Y. Harburg, Jeremy Sams és Tim Rice
- Zene: Harold Arlen és Andrew Lloyd Webber
- Stephen Ward (2013)

- Szövegíró: Christopher Hampton és Don Black
- School of Rock (2015)

- Szöveg: Glenn Slater és Julian Fellowe
- A 2003 -ban készült azonos című film alapján
- Cinderella (2021)

- Szöveg: David Zippel és Emerald Fennell

- Hamupipőke klasszikus meséje alapján

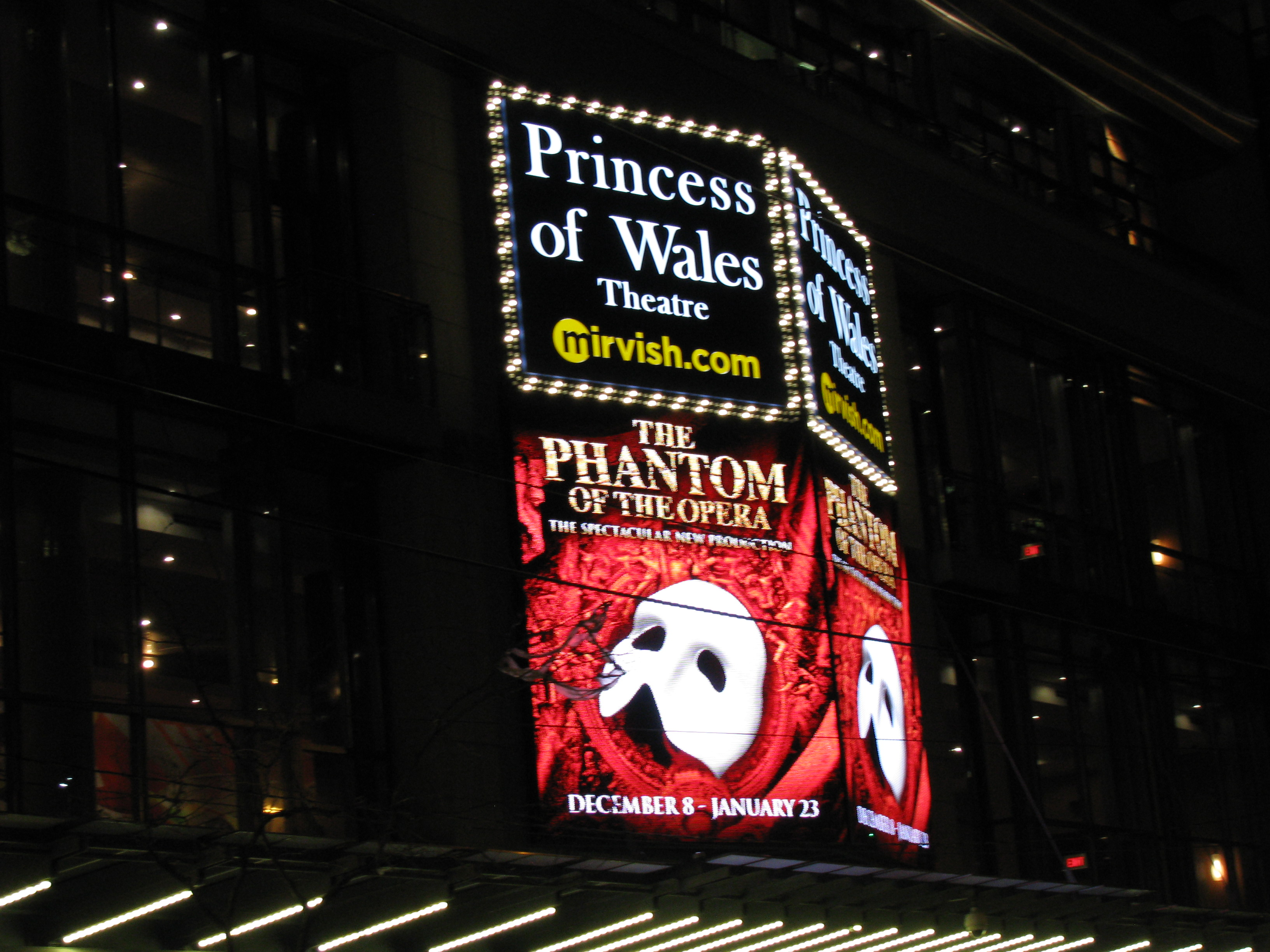
Az operaház fantomja Torontoban, a Princess of Wales Színházban (2015 november)

### Filmek
- Dilettáns zsaroló / Gumshoe (1971)
- Az Odessa ügyirat / The Odessa File (1973)
- Jézus Krisztus szupersztár / Jesus Christ Superstar (1973)

- Rendező: Norman Jewison
- Főszereplők: Ted Neeley, Carl Anderson és Yvonne Elliman
- Gyártó: Universal Pictures
- Evita (1996)

- Rendező: Alan Parker
- Főszereplők: Madonna, Jonathan Pryce és Antonio Banderas
- 1997 – Golden Globe-díj – legjobb vígjáték vagy musical
- 1997 – Oscar-díj – legjobb eredeti filmdal (Tim Rice, Andrew Lloyd Webber) - "You Must Love Me"
- 1997 – Golden Globe-díj – legjobb eredeti filmdal (Tim Rice, Andrew Lloyd Webber) - "You Must Love Me"
- 1997 – Golden Globe-díj – legjobb musical színésznő (Madonna)
- Macskák / Cats (1998)

- videó (direct-to-video) változat
- Rendezte: David Mallet
- Főszereplők: Elaine Paige, John Mills és Ken Page
- Több mint 4 millió példányban kelt el világszerte
- József és a színes, szélesvásznú álomkabát / Joseph and the Amazing Technicolor Dreamcoat (1999)

- videó (direct-to-video) változat
- Rendező: David Mallet
- Főszereplők: Donny Osmond, Joan Collins és Richard Attenborough
- Jézus Krisztus szupersztár / Jesus Christ Superstar (2000)

- videó (direct-to-video) változat
- Főszereplők: Gale Edwards, Jérôme Pradon, Reneé Castle és Rik Mayall
- Nemzetközi Emmy-díjat nyert New York-ban 2001. november 19-én
- Két lökött inas / Jeeves (2001)

- Rendező: Alan Ayckbourn és Nick Morris
- Főszereplők: Martin Jarvis, John Scherer
- A szereplőgárda később a 2001-es Broadway-produkcióban újra eljátszotta szerepeit,
- Az operaház fantomja / The Phantom of the Opera (2004)

- Rendező:: Joel Schumacher
- Főszereplők: Gerard Butler, Emmy Rossum, Patrick Wilson és Miranda Richardson
- Macskák / Cats (2019)

- Rendező: Tom Hooper

- Főszereplők: James Corden, Judi Dench és Jason Derulo

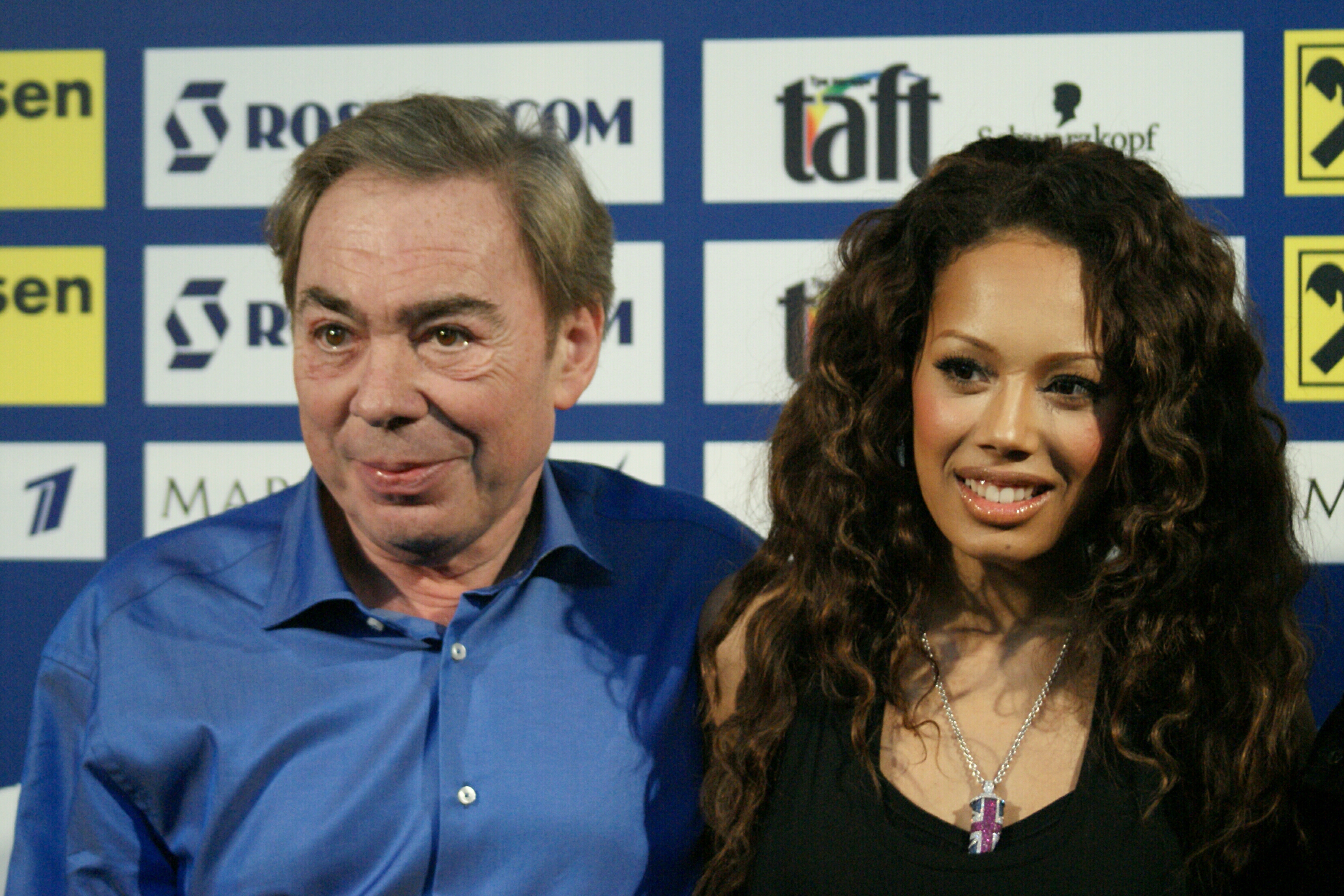
Andrew Lloyd Webber és Jade Ewen a moszkvai Eurovíziós Dalfesztiválon (2009)

### Egyéb
- Variations (1978)
- La Bête (1982)
- Daisy Pulls It Off (1983)
- The Hired Man (1984)
- On Your Toes (1984)
- Café Puccini (1985)
- Requiem (1985)

- Egy klasszikus gyászmise, melyet 1982-ben elhunyt édesapja, William Lloyd Webber emlékére komponált.
- Arturo Ui (1987)
- Lend Me A Tenor (1988)
- Shirley Valentine (1989)
- Már soha egymás nélkül / Amigos Para Siempre (1992)

- A barcelonai olimpia nyitóünnepségére komponálta
- Closer to Heaven (2001)
- Bombayi álmok / Bombay Dreams) (2002)
- How Do You Solve a Problem Like Maria? (2006) – a BBC „tehetségkutató valóságshow” ötletgazdája és vezető megvalósítója
- Any Dream Will Do (2007)

- a BBC „tehetségkutató valóságshow” ötletgazdája és vezető megvalósítója

## Diszkográfia

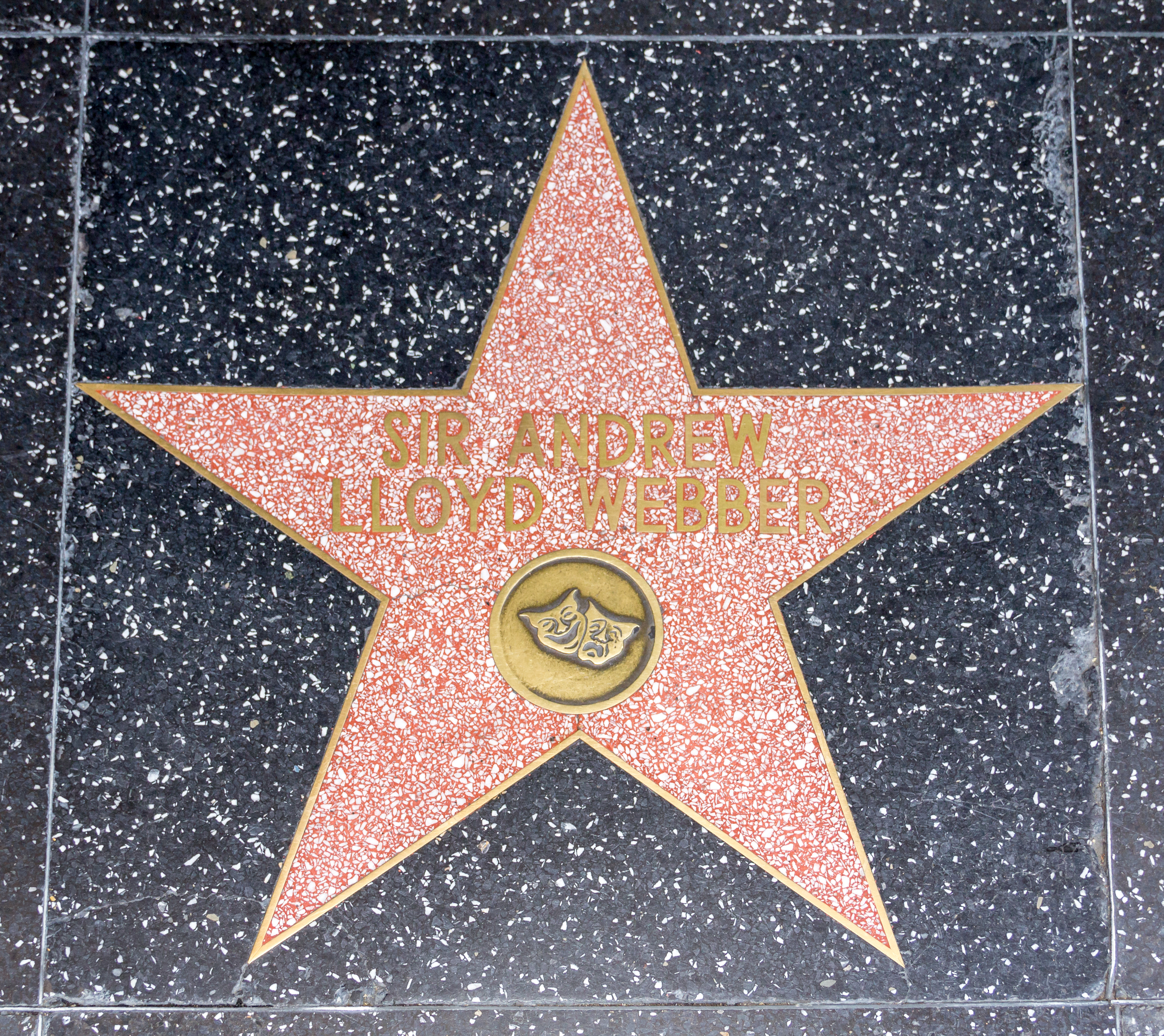
A "Sir Andrew Lloyd Webber" csillag a Hollywood Boulevardon, Los Angelesben, Kaliforniában (2012)

### Musicalek és show-felvételek
- The Likes of Us (1965)
- Joseph and the Amazing Technicolor Dreamcoat (1968)
- Jesus Christ Superstar (1970)
- Jeeves (1975)
- Evita (1976)
- Tell Me on a Sunday (1979)
- Cats (1981)
- Song and Dance (1982)
- Starlight Express (1984)
- The Phantom of the Opera (1986)
- Aspects of Love (1989)
- Sunset Boulevard (1993)
- Whistle Down the Wind (1998)
- The Beautiful Game (2000)
- The Woman in White (2004)
- Love Never Dies (2010)
- The Wizard of Oz (2011)
- Stephen Ward (2013)
- School of Rock (2015)
- Cinderella (2021)
- Bad Cinderella (2023)

### Egyéb albumok
- Variations (1978)
- Variations with London Philharmonic Orchestra (1986)
- Symphonic Suites (2021)

## Önéletrajza magyarul
- Maszk nélkül; ford. Horváth M. Zsanett; 21.Század Kiadó, Bp., 2018 ISBN 9786155759802